# Museum für Asiatische Kunst
Het Museum für Asiatische Kunst was een van de drie musea van het museumcomplex Musea Berlin-Dahlem in Berlijn en behoort tot de Staatliche Museen zu Berlin. De collectie is vanaf de herfst van 2021 in het nieuw gebouwde Humboldt Forum op de locatie van het oude Berliner Stadtschloss op het Spree-eiland te bezichtigen.

## Geschiedenis
In 2006 werden de collecties Süd-, Ost- und Zentralasiatische Kunst (voormalig Museum für Indische Kunst) en Ostasiatische Kunst (voormalig Museum für Ostasiatische Kunst) samengevoegd tot het nieuwe Museum für Asiatische Kunst. De collecties bevonden zich al sinds 1973 in het museumcomplex Musea Berlin-Dahlem, maar worden ondanks de samensmelting tot het Museum für Asiatische Kunst toch apart tentoongesteld. In 2020 verhuisde de museumcollectie naar het Humboldt Forum waar eerst in december 2020 een heropening volgde als digitaal ontsloten collectie, in afwachting van de opening van het museum in de nieuwe site.

## Collectie

### Kunstsammlung Süd-, Südost- und Zentralasien
Tot de permanent geëxposeerde verzameling behoren kunstwerken van 4000 jaar v.Chr. tot hedendaagse kunst uit de regio's Zuid-Azië, Zuidoost-Azië en Centraal-Azië: Pakistan, Afghanistan, Sri Lanka, Bangladesh, Nepal, Tibet en Sinkiang (Volksrepubliek China), Myanmar, Thailand, Cambodja, Vietnam en de Indonesische Archipel. De collectie geldt als een van de belangrijkste verzamelingen ter wereld.

### Kunstsammlung Ostasien
De in 1906 door Wilhelm von Bode gestichte verzameling kunstwerken uit de regio Oost-Azië: Japan, China en Korea was de eerste in zijn soort in Duitsland. In 1924 werd de verzameling ondergebracht in het Museum in der Prinz-Albrecht-Straße (thans Martin-Gropius-Bau) in Berlin-Kreuzberg. Een groot deel der collectie werd in 1945 na afloop van de Tweede Wereldoorlog afgevoerd naar de voormalige Sovjet-Unie en wordt nog steeds tentoongesteld in het Hermitage Museum in Sint-Petersburg en het Poesjkinmuseum in Moskou.
Van 1952 tot de definitieve huisvesting in Berlin-Dahlem in 1973 werd de resterende collectie geëxposeerd in het Pergamon Museum op het Museumsinsel.

### Galerij

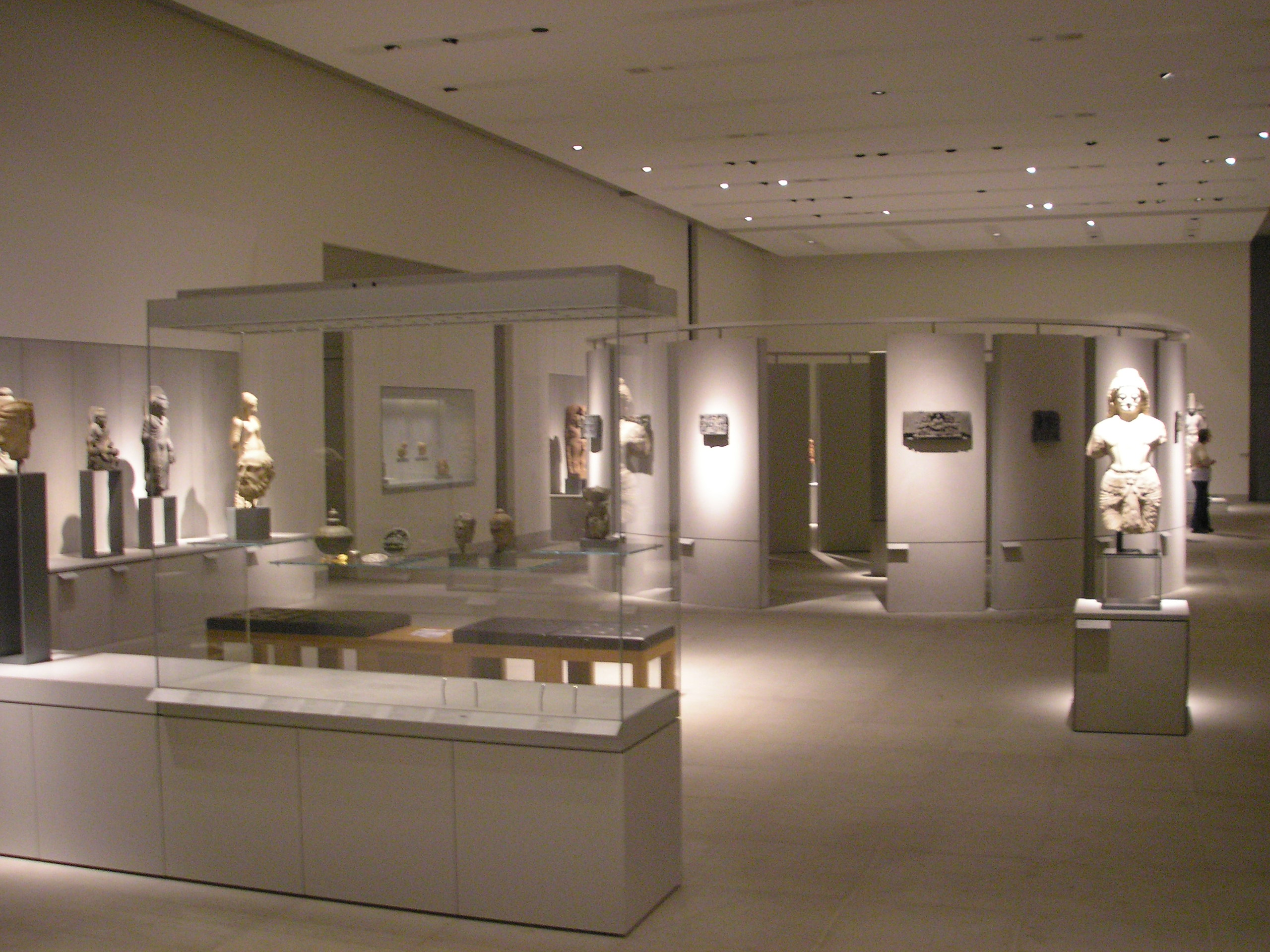
Kunstsammlung Süd-, Südost- und Zentralasien
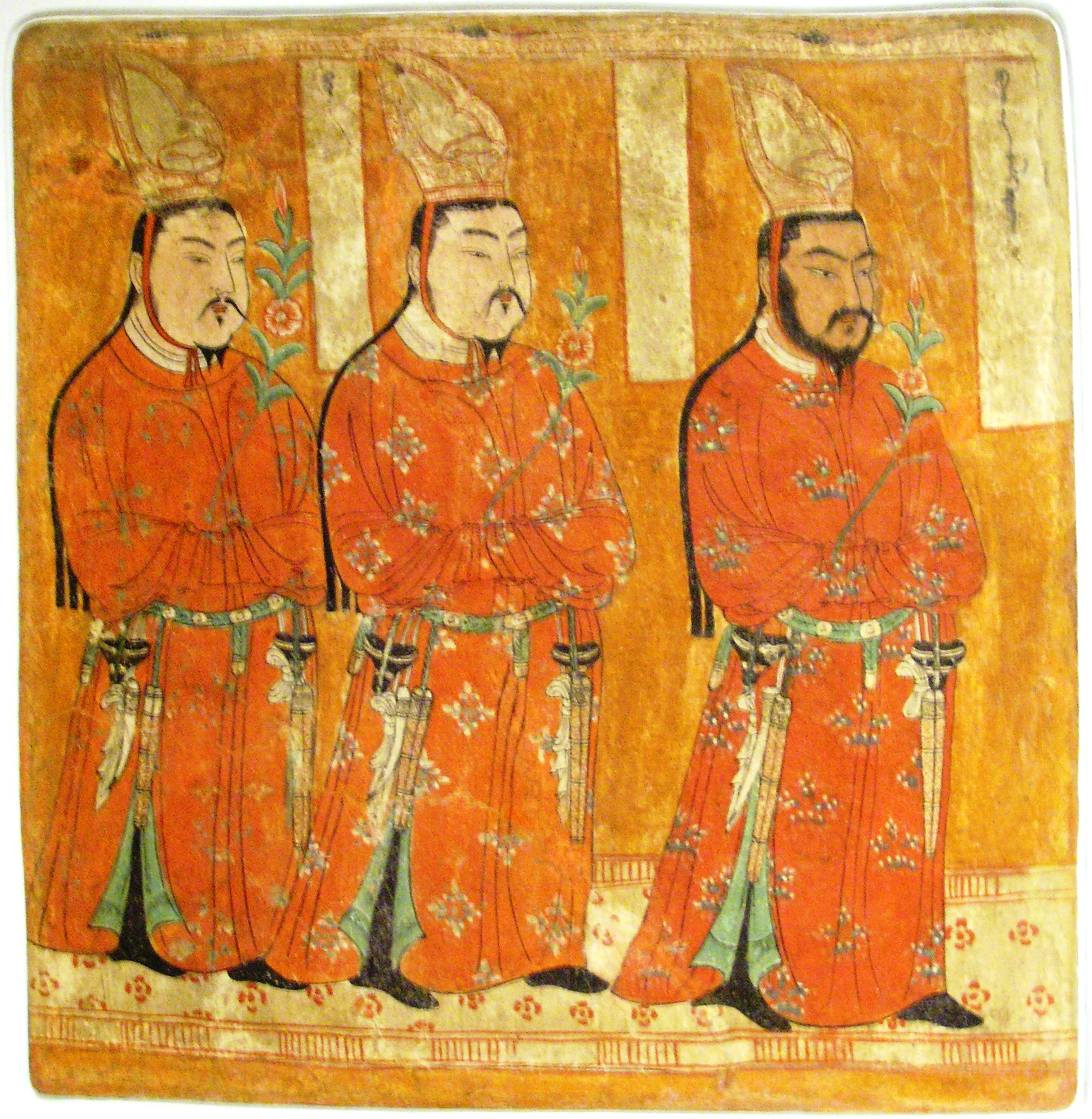
Wandschildering uit grot 9 in Bezeklik, Xinjiang
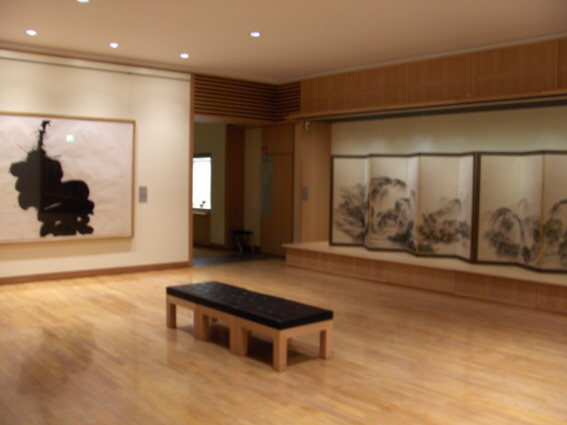
Kunstsammlung Ostasien
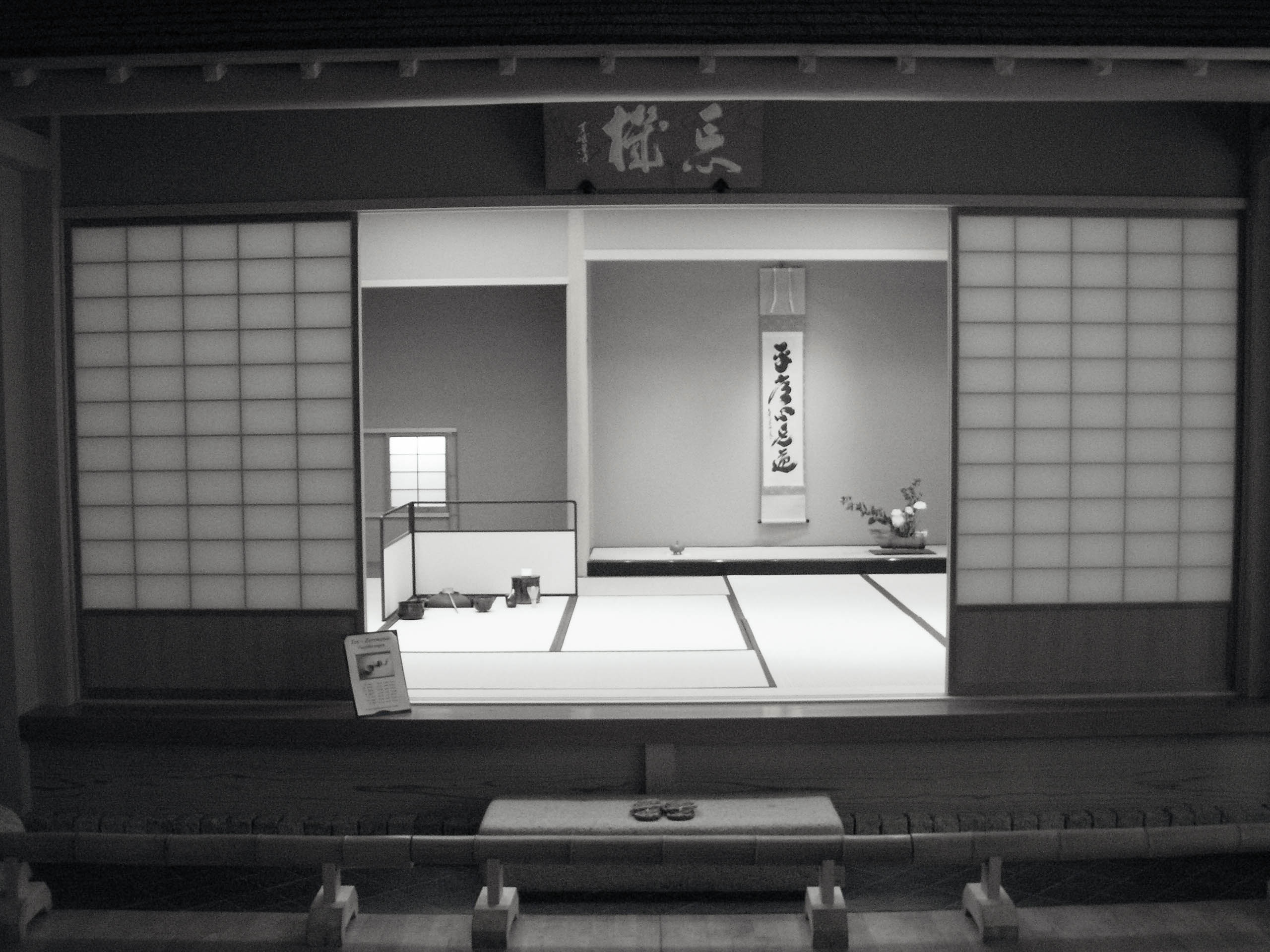
Japans theehuis